# Gouden Notekraker

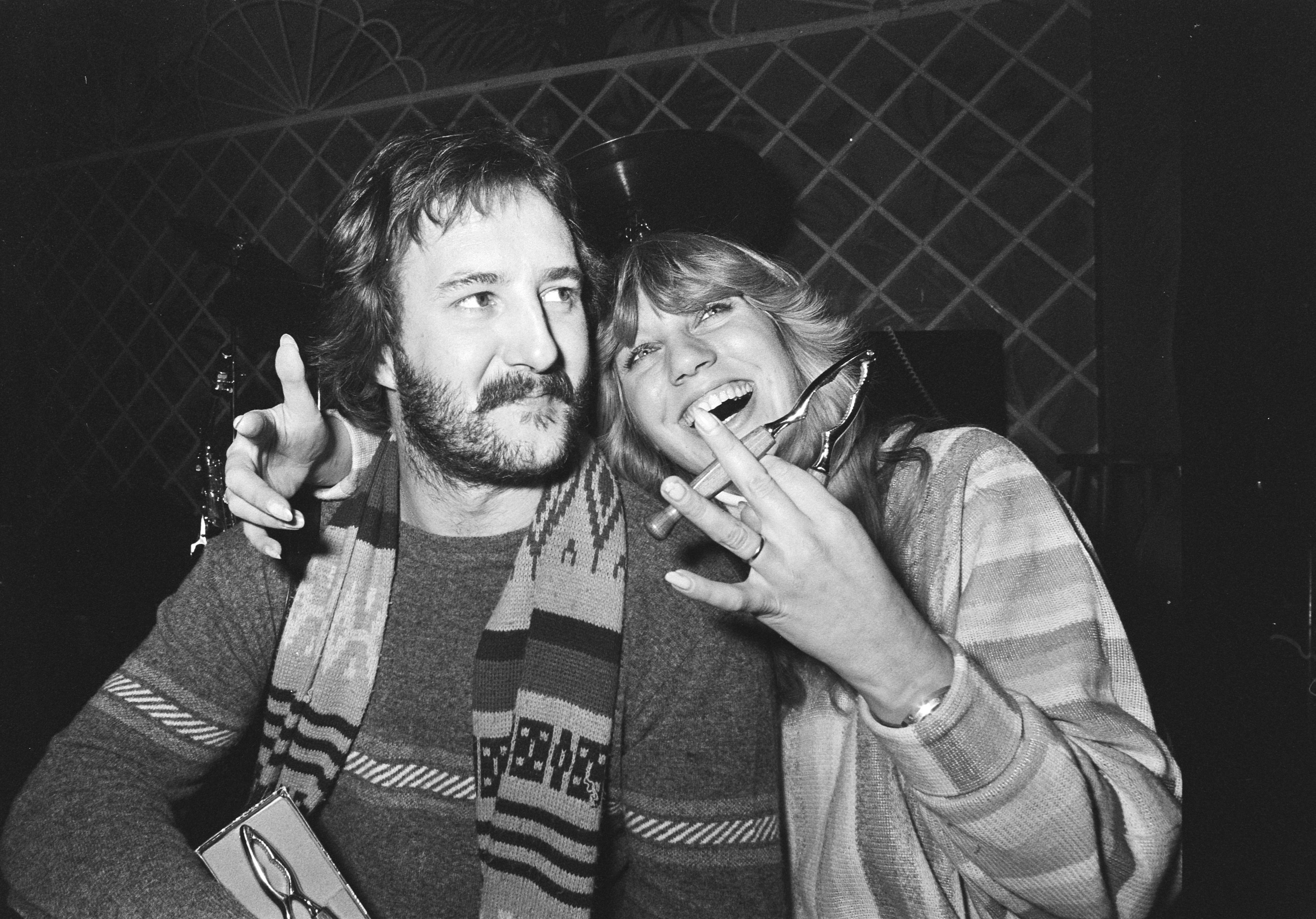
Maggie MacNeal toont de Gouden Notekraker 1978 (links Jan Akkerman)

De Gouden Notekraker is een jaarlijkse prijs waarmee Nederlandse musici en acteurs elkaar eren voor de meest opvallende, artistieke dan wel smaakmakende uitingen van het afgelopen seizoen.
In 1974 is deze prijs voor "bijzondere verdiensten voor live uitgevoerde muziek in Nederland" ingesteld door de Nederlandse Toonkunstenaarsbond (Ntb), onder wier auspiciën zij is uitgereikt tot en met het jaar 2000. Belangrijkste motivatie voor instellen van deze prijs is: onderstrepen van het belang van live muziek, niet alleen in verband met de werkgelegenheid van musici, maar ook als bron van artistieke ontwikkeling.
De – oorspronkelijk bescheiden opgezette – uitreiking groeide in de loop der jaren uit tot een muziekgala dat de financiële en logistieke capaciteiten van de Ntb te boven ging. Na de editie 2000, in De Meervaart in Amsterdam, ging de Ntb op zoek naar partijen die de prijs in licentie een vervolg konden geven.
Vanaf 2007 wordt de Gouden Notekraker opnieuw uitgereikt, in de twee categorieën Lichte muziek en Toneel, op initiatief van NORMA.
Sinds 2010 wordt de Gouden Notekraker georganiseerd in samenwerking met Sena. Zowel NORMA als Sena zijn opgericht door de Ntb.
Sinds 2011 is de categorie Toneel vervangen door de categorie Televisie (voor prestaties van acteurs in een televisieserie).
De nominaties worden bepaald door een commissie; de aangeslotenen van beide naburige rechtenorganisaties bepalen wie het afgelopen jaar de meeste indruk op hun collega's hebben gemaakt. De Gouden Notekraker heeft alle aspecten van een prijs in zich; het kan een oeuvreprijs zijn, maar ook een prijs voor aanstormend talent.
De aangeslotenen kunnen via de website van de Gouden Notekraker hun stem uitbrengen.
In 2009 en 2010 heeft de NPS een televisieregistratie opgenomen van de uitreiking.
In 2015 is het format van de Gouden Notekraker opnieuw gewijzigd. Zo is er nu een longlist waarop aangeslotenen kunnen stemmen. Uit de eerste stemronde volgen de drie genomineerden in de vertrouwde categorieën muziek (musici) en televisie (acteurs).
Nieuw vanaf 2015 is de uitreiking van de Zilveren Notekraker. Dit is een aanmoedigingsprijs voor aanstormend talent. Voor de Zilveren Notekraker volgt uit de eerste stemronde direct een winnaar.
Vanaf 2018 wordt ook de Humble Hero Award uitgereikt aan een toonzettende en invloedrijke sessiemuzikant.

## Prijswinnaars Gouden Notekraker
- 1974 Boy Edgar en Nelly Boerée[1]
- 1976 Frans Poptie en Frans Rexis[1]
- 1977 Dutch Swing College Band en Toby Rix
- 1978 Jan Akkerman en Maggie MacNeal
- 1979 Solution, Saskia & Serge en Jan Liebregs
- 1980 Golden Earring en Margriet Eshuijs
- 1981 Ben Cramer en Marga de Boer
- 1982 BZN en Co van der Heide Wijma
- 1983 Mini & Maxi en John Kapper
- 1984 Eddy Christiani en Oscar Harris
- 1985 Charlie Nederpelt en Han Dunk
- 1986 Donna Lynton en Ted de Braak
- 1987 Carry Tefsen, Jan Rietman en Piet Zonneveld
- 1988 Herman van Veen en Jan Handerson
- 1989 Rob de Nijs en Nits
- 1990 Mathilde Santing, Harry Bannink en Het Goede Doel
- 1991 Annie van 't Zelfde en Candy Dulfer
- 1992 Greetje Kauffeld en Fred Butter
- 1993 Clous van Mechelen en Pater Moeskroen
- 1994 Karin Bloemen en Sexteto Canyengue
- 1995 Joke de Kruijf en The Houdini's
- 1996 Jenny Arean en Raïland
- 1997 Cor Bakker, Metropole Orkest en Rowwen Hèze
- 1998 Stanley Burleson en Normaal
- 2000 New Cool Collective, BLØF en De Vrienden van Amstel LIVE!
- 2001 – 2006 (niet uitgereikt)
- 2007 Wende Snijders (muziek) en Loes Luca (toneel)
- 2008 Erik van der Wurff (muziek) en Arjan Ederveen (toneel)
- 2009 Ilse de Lange (muziek) en Carice van Houten (toneel)
- 2010 Ellen ten Damme (muziek) en Jon van Eerd (toneel)
- 2011 Eric Vloeimans (muziek) en Anna Drijver (televisie)
- 2012 Caro Emerald (muziek) en Kees Prins (televisie)
- 2013 Racoon (muziek) en Annet Malherbe (televisie)
- 2014 Wouter Hamel (muziek) en Daan Schuurmans (televisie)
- 2015 Dotan (muziek) en Kim van Kooten (televisie)
- 2016 Douwe Bob (muziek) en Thekla Reuten (televisie)
- 2017 De Staat (muziek) en Georgina Verbaan (televisie)
- 2018 Magda Mendes (muziek)[2]
- 2019 My Baby (muziek)[3]
- 2020 Eefje de Visser[4]
- 2021 Spinvis[5]
- 2022 DI-RECT[6]
- 2023 DeWolff
- 2024 Jungle by Night[7]

## Prijswinnaars Zilveren Notekraker
- 2015 Jett Rebel (muziek) en Naomi van Es (televisie)
- 2016 Nationaal Jeugd Jazz Orkest (muziek) en Matthijs van de Sande Bakhuyzen (televisie)
- 2017 Celine Cairo (muziek) en Sarah Bannier (televisie)
- 2018 Nina June (muziek)[2]
- 2019 LUWTEN van singer-songwriter Tessa Douwstra[3]
- 2020 Darlyn (muziek)[4]
- 2021 Nana Adjoa[5]
- 2022 Froukje[6]
- 2023 Bente
- 2024 MEAU[7]

## Prijswinnaars Humble Hero Award
- 2018 Michel van Schie
- 2019 Martijn van Agt[8]
- 2020 Marieke de Bruijn en haar Dutch String Collective[4]
- 2021 Ton Dijkman[5]
- 2022 Tessa Boomkamp[6]
- 2023 Bram van den Berg
- 2024 Roselilah[7]